# Nauka o Gównie
Nauka o Gównie – zespół punkowy z Nowego Tomyśla założony w 1987 roku.

## Historia
Grupa powstała i zadebiutowała w 1987 roku. Zespół został założony przez braci – Piotra Giglewicza (ps. Bunt) i Mariusza Giglewicza.
Zespół koncertował w kilkunastu miejscach w kraju. W 1992 roku wystąpili na festiwalu w Jarocinie, gdzie na małej scenie zagrał m.in. własną interpretację utworu „Janek Wiśniewski padł”; 1995 zagrał na WOŚP. Przez kilka lat wydawali własny zin pt. Dupa Jasiu (wyszło sześć numerów w kilkuset egzemplarzach). W 1996 zespół zawiesił działalność wraz z wydaniem oficjalnej kasety video działań zespołu z lat 1992–1996. Pod koniec października 2016 roku, na swojej oficjalnej stronie na Facebooku, zespół ogłosił swoją reaktywację.
15 września 2018 roku Mariusz zawiesił działalność zespołu, a ze składu odeszli Klaudia, Michał i Jacek.

## Skład
Pierwotny skład zespołu:
- Piotr Giglewicz ps. Bunt – perkusja (założyciel, odszedł w 1992, powrócił w 1994)
- Mariusz Giglewicz – wokal (założyciel)
- Siwy (do 1987)
- Wojtek (do 1987)

Późniejszy skład:
- Spider – gitara (1987–1991)
- Sid Kluj – gitara basowa (1987–1991)
- Chudy (1991–1993) usunięty ze składu[potrzebny przypis]
- Piotr Wojciechowski ps. Vova – gitara basowa (1991–)[6]
- Jarosław Przewoźny ps. Topeż – gitara (1993–)[7]
- Miluś – perkusja (1993–1994)
- Matacz (1994) po nieporozumieniach w zespole odszedł[potrzebny przypis] (na jego miejsce powrócił założycieli zespołu – Bunt, wcześniej grający w kapeli z Tomyśla Uliczny Opryszek OJ – później Uliczny Opryszek[8])

Ostatni skład (do 2018 roku):
- Michał Wośkowiak – bas, gitara
- Jacek Kremblewski – gitara, bas
- Klaudia Kowalska – bębny
- Mariusz Giglewicz – wokal

## Dyskografia

### Albumy studyjne
- Gold Ballads (wyd. FALA, 25 marca 1992)[9]
- Bo to różnie (wyd. FALA, 1992)[10]
- Teraz kurde my! (Silverton 1993)[11]
- Jak wygląda dzisiaj mój kraj (Dża-Dża Records 1994)[12]
- Jesteśmy, Żyjemy, Walczymy (GRS Tapes 1995)[13]

### Składanki
- The best of szajs (1997)
- Dokument 89-92
- Nauka o Gównie & Uliczny Opryszek OJ
- To solidarność sprzedaje nas

### Utwory na innych składankach
- Top Punks cz. 2
- Janek
- Lechu
- Polska Scena Punk
- Polska Scena Punk – Być zawsze sobą
- Polska Scena Punk Vol.2 Czy pamiętasz?
- Polska Scena Punk Vol.3
- Polska Scena Punk Vol.3 – Trzeba żyć
- Polska Scena Punk Vol.4
- Polska Scena Punk Vol.7 – Stacja Warszawa
- Polska Scena Punk Vol.8 – Hipokryzja i zdrada